# Складной нож
Складно́й нож — разновидность ножа, клинок которого убирается в рукоять. На современных складных ножах часто стоят приспособления для открывания одной рукой, например шпенёк или отверстие. Складные ножи удобны в городских условиях из-за малых габаритов.
Название «перочинный» возникло из практики использования небольших складных карманных ножей для очинки гусиных перьев. Конец такого пера при письме затуплялся и пушился, в связи с чем его приходилось периодически чинить (очинять), откуда и пошло такое название.
В складных ножах для фиксации клинка в открытом состоянии могут быть использованы ножевые замки.

## Типы замков
- Линейный замок (liner-lock) — для фиксации используется плоская пружина, поджимающая клинок. В модификации frame-lock она является частью рукояти
- Беклок (back-lock) — клинок фиксируется рычагом со стороны обуха, с другой стороны рычаг поджимается пружиной, расположенной в рукояти
- Штифтовые замки (axis-lock, arc-lock, plunge-lock) — в них клинок фиксируется подвижным штифтом
- Замок-муфта (clasp-knife) — фиксация клинка осуществляется поворотной муфтой с разрезом. Другое название — «вироблок»

Также существуют замки: балисонг — фиксирует клинок ножа-бабочки, замок рамочного типа, ультралок — разновидность линейного замка.

## Галерея
- Классический складной нож Spyderco Endura 4 38
- Морской «шлюпочный» нож, выпускался по заказу Министерства обороны СССР
- «Боцманский» складной морской нож, ФРГ
- Складной нож-стилет Cold Steel Ti-Lite
- Складной нож Spyderco Military
- Складной нож рамной конструкции, СССР, 1970—1980
- Линейный замок в варианте фрейм-лок
- Замок-муфта (кольцо) на ноже Опинель
- Складной нож Benchmade Griptilian с замком аxis-lock